# Giro del Piemonte 1946
Il Giro del Piemonte 1946, trentasettesima edizione della corsa, si svolse il 15 settembre 1946 su un percorso di 272 km con partenza e arrivo a Torino. Fu vinto dall'italiano Sergio Maggini, che completò il percorso in 8h39'00" precedendo in volata i connazionali Antonio Covolo e Antonio Bevilacqua. Completarono la prova, aperta a professionisti e indipendenti, 16 dei 28 ciclisti al via.

## Percorso
Partita da Torino, la corsa attraversò nell'ordine Gassino Torinese, Chivasso, Caluso, Ivrea, superò la Serra d'Ivrea, proseguì per Biella, Vercelli, Casale Monferrato, Moncalvo (salita), Asti, Moriondo (salita) e La Rezza (salita). La prova si concluse dopo 272 km al Motovelodromo di Corso Casale.

## Ordine d'arrivo
| Pos. | Corridore          | Squadra          | Tempo    |
| ---- | ------------------ | ---------------- | -------- |
| 1    | Sergio Maggini     | Benotto          | 8h39'00" |
| 2    | Antonio Covolo     | Benotto          | s.t.     |
| 3    | Antonio Bevilacqua | Wilier Triestina | s.t.     |
| 4    | Luigi Casola       | Bianchi          | s.t.     |
| 5    | Serse Coppi        | Bianchi          | s.t.     |
| 6    | Oreste Conte       | Benotto          | s.t.     |
| 7    | Ubaldo Pugnaloni   | Bianchi          | s.t.     |
| 8    | Giulio Bresci      | Welter           | s.t.     |
| 9    | Angelo Brignole    | Legnano          | s.t.     |
| 10   | Guerrino Tomasoni  | -                | s.t.     |
| 11   | Serafino Biagioni  | A.C. Pratese     | s.t.     |
| 12   | Alfredo Martini    | Welter           | s.t.     |
| 13   | Enzo Coppini       | Benotto          | s.t.     |
| 14   | Enrico Mollo       | Benotto          | s.t.     |
| 15   | Andrea Giacometti  | Benotto          | a 3'00"  |
| 10   | Guido Lelli        | Benotto          | s.t.     |